# 杨集乡 (固始县)
杨集乡，是中华人民共和国河南省信阳市固始县下辖的一个乡镇级行政单位。

## 行政区划
杨集乡下辖以下地区：
街道社区、杨集村、北店村、张营村、周寨村、油坊村、万沟村、谢洼村、湾枣村、祝棚村、冯岗村、余岗村、道超村、田湖村、西峰村、杨庙村、张庙村和杨圩村。